# Barbula sardoa
Barbula sardoa là một loài Rêu trong họ Pottiaceae. Loài này được (Bruch & Schimp.) J.-P. Frahm mô tả khoa học đầu tiên năm 2004.